# Paolo Sala
Paolo Sala (24 de enero de 1859 - 1929) fue un pintor italiano, principalmente de vedute y escenas de género. A menudo pintaba dal vero, esto es, al aire libre. También fue conocido por su habilidad de pintar animales en escenas rurales. Fundó la Asociación lombarda de pintores de acuarela en 1911.
Nacido en Lombardía, residió en Milán.  Entrenó con Camillo Boito. En 1880,  exhibió en Nápoles un óleo que representaba, Interior del Duomo de Milán (L'interno del Duomo di Milano). En el año siguiente, en Milán, exhibió una serie de pinturas: Regreso a las Montañas; Arrivo del vapore; Rezzonico; Il frate; Bajo el Pórtico; Risi e Sorrisi. Entre sus pinturas de género se encuentran: Passeggiata militare; Torrente en Valtellina. En 1883,  exhibió en Milán: Dopo le Gallerie; Impressione dal vero; Remembrance de Invierno; Una frana; Canal Grande de Venice; Il turbine; Nel parco. Además,  exhibió tres acuarelas: En Val di Gonna; En Val d'Esino; Da Rogoredo. En Roma, en 1883,  exhibió: Entorno de Varese; Exterior de Varese; Cortile rustico cercano a Milán; Ricordo di Venice; y Cerca de la Puerta.
Entre sus obras se encuentran: Sorrisi d' Propiedad; Paz de las Montañas; La Orilla; Ritorno alla pianura (acuarela), y Le sponde del Ticino. En 1886, en Milán,  exhibió: Hyde Parque; Abadía de Westminster; Oxford Calle; Santuario Ancho-Westminster; Calle de Flota; En el Mersey Liverpool; Trafalgar Plaza. En 1887 durante la Exposición Artística Nacional de Venecia,  exhibe Edad Bendita; Poeta Trágico; Perros; dos pinturas de Calle de Londres; Riviere di Verona. Sala tuvo una exposición individual en diciembre de 1922 en la Galería Pesaro de Milán.

## Galería

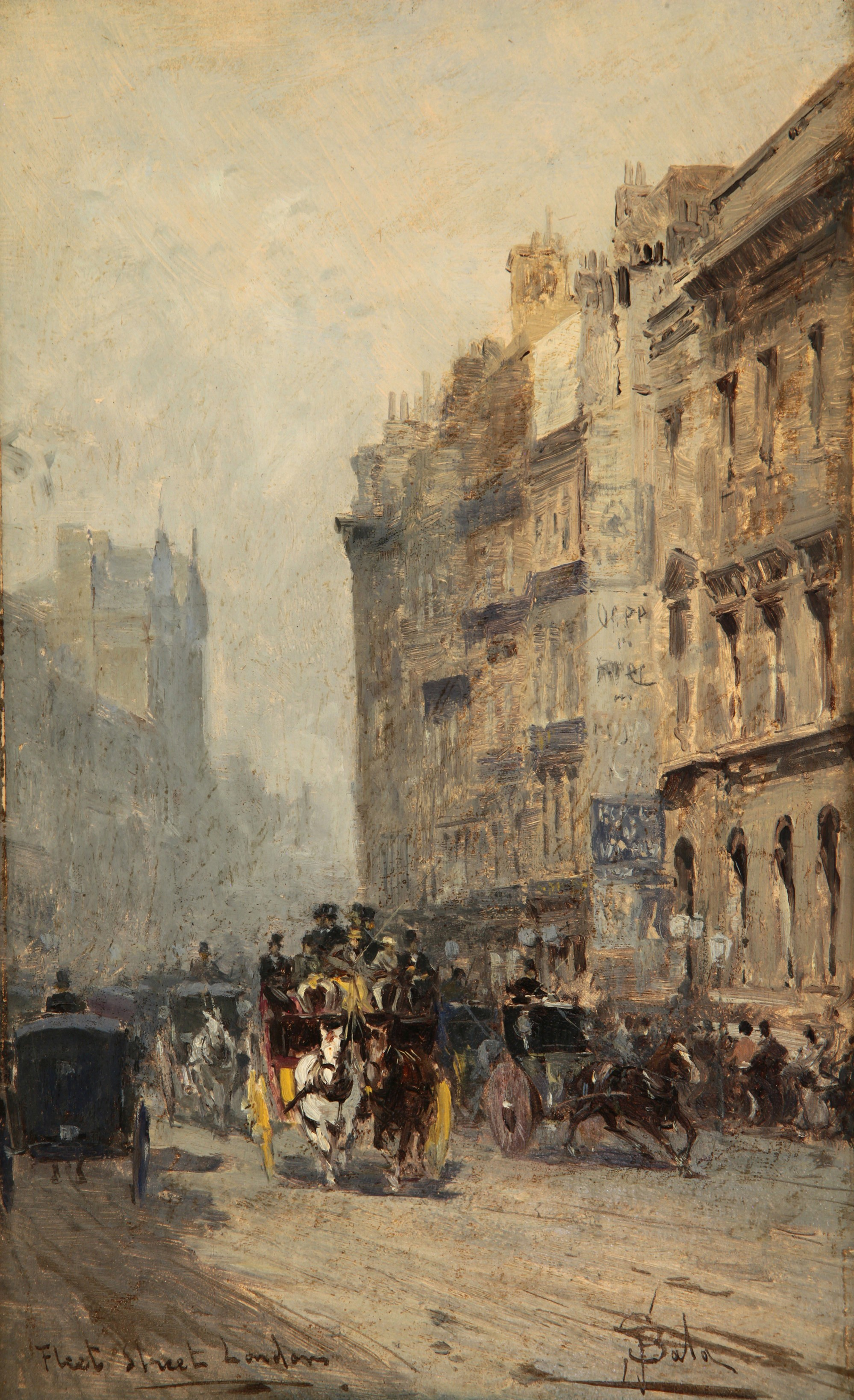
Calle de Londres
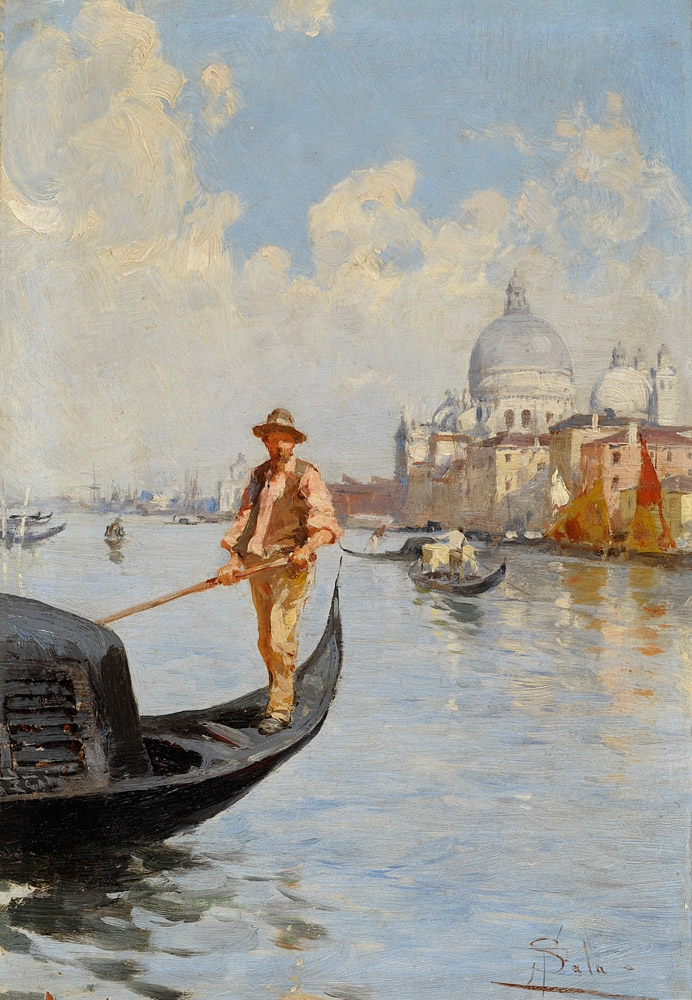
Gondoliere Veneziano
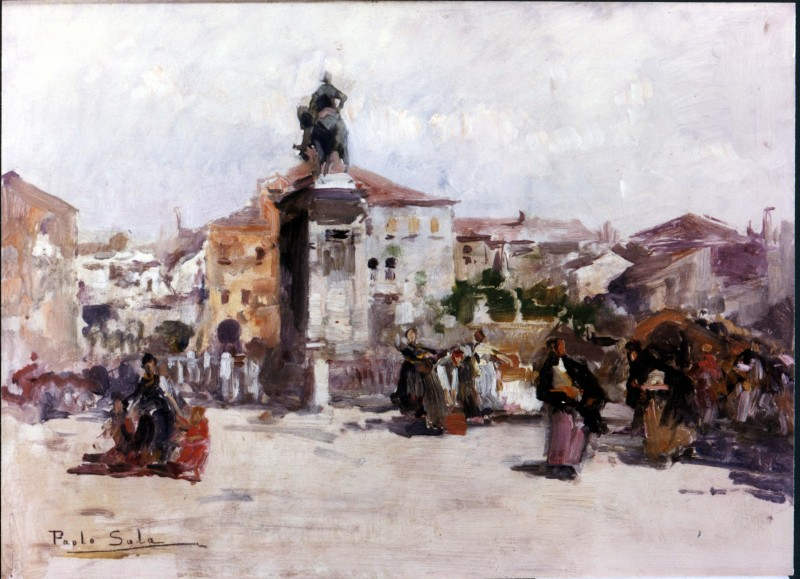
Veduta di via Senato a Milano